# 26389 Poojarambhia
26389 Poojarambhia è un asteroide della fascia principale. Scoperto nel 1999, presenta un'orbita caratterizzata da un semiasse maggiore pari a 2,8003267 UA e da un'eccentricità di 0,0898440, inclinata di 3,51269° rispetto all'eclittica.